# Молодняги
Молодняги — речной остров на Днепре. Территориально находится в пределах Песчанской общины Золотоношского района Черкасская область, возле бывшего села Бубнов.
Описание Остров неправильной овальной формы, вытянутый с востока на Запад, имеет длину 3 км, ширину — 1 км. Почти полностью покрыт лесной растительностью и заболочен. Очень изрезан узкими речковидными заливами Днепра. От его левого берега отделяется рукавом Днепра Ореховкой. Остров ненаселен.
Упоминается в произведении Михаила Максимовича «Бубновская сотня».